# 7037 Davidlean
7037 Davidlean (1995 BK3) là một tiểu hành tinh vành đai chính được phát hiện ngày 29 tháng 1 năm 1995 bởi Y. Shimizu và T. Urata ở Đài thiên văn Nachi-Katsuura.